# Łyżwiarstwo figurowe na Zimowych Igrzyskach Olimpijskich Młodzieży 2016
Łyżwiarstwo figurowe na Zimowych Igrzyskach Olimpijskich Młodzieży 2016 – jedna z dyscyplin rozgrywanych podczas zimowej igrzysk olimpijskich młodzieży od 12 do 21 lutego 2016 w hali Hamar Olympic Amphitheatre w Hamarze. Zawody odbywały się w pięciu konkurencjach: solistów, solistek, par sportowych, par tanecznych oraz drużynach mieszanych NOC.

## Kwalifikacje
W konkurencjach solistów i solistek mogli wziąć udział zawodnicy urodzeni między 1 stycznia 1999 r. a 31 grudnia 2001 r., zaś w parach sportowych i tanecznych, partnerzy urodzeni między 1 stycznia 1997 a 31 grudnia 2000 oraz partnerki urodzone między 1 stycznia 1999 a 31 grudnia 2001.
Ogólny limit zawodników w dyscyplinie łyżwiarstwa figurowego wynosił 76 łyżwiarzy ogółem (38 mężczyzn i 38 kobiet). Narodowy komitet olimpijski (NOC) mógł zgłosić do zawodów co najwyżej po dwóch reprezentantów w każdej z konkurencji.
Konkurencja drużyn mieszanych NOC to konkurencja specjalna rozgrywana wyłącznie na zimowych igrzyskach olimpijskich młodzieży w której występują drużyny mieszane złożone z zawodników reprezentujących różne Narodowe komitety olimpijskie. Zawodnicy, którzy wzięli udział w tych zawodach zostali wyłonieni przez losowanie.

## Medaliści
| Konkurencja   | Złoto | Srebro                                                                                               | Brąz |
| Soliści       | Sōta Yamamoto                                                                                               | Deniss Vasiļjevs                                                                                     | Dmitrij Alijew                                                                                          |
| Solistki      | Polina Curska                                                                                               | Marija Sotskowa                                                                                      | Elizabet Tursynbajewa                                                                                   |
| Pary sportowe | Jekatierina Borisowa / Dmitrij Sopot                                                                        | Anna Dušková / Martin Bidař                                                                          | Alina Ustimkina / Nikita Wołodin                                                                        |
| Pary taneczne | Anastasija Szpilewaja / Grigorij Smirnow                                                                    | Chloe Lewis / Logan Bye                                                                              | Anastasija Skopcowa / Kiriłł Aloszyn                                                                    |
| Drużynowo NOC | Team Desire Dmitrij Alijew Li Xiangning Sarah Rose / Joseph Goodpaster Anastasija Skopcowa / Kiriłł Aloszyn | Team Future Iwan Szmuratko Diāna Ņikitina Anna Dušková / Martin Bidař Julia Wagret / Mathieu Couyras | Team Discovery Deniss Vasiļjevs Fruzsina Medgyesi Gao Yumeng / Li Bowen Marjorie Lajoie / Zachary Lagha |

## Klasyfikacja medalowa
| Miejsce | Państwo           | złoto | srebro | brąz | Łącznie |
| ------- | ----------------- | ----- | ------ | ---- | ------- |
| 1.      | Rosja             | 3     | 1      | 3    | 7       |
| 2.      | Japonia           | 1     | 0      | 0    | 1       |
| 3.      | Czechy            | 0     | 1      | 0    | 1       |
| 3.      | Łotwa             | 0     | 1      | 0    | 1       |
| 3.      | Stany Zjednoczone | 0     | 1      | 0    | 1       |
| 6.      | Kazachstan        | 0     | 0      | 1    | 1       |